# Каратыгин, Вячеслав Гаврилович
Вячесла́в Гаври́лович Караты́гин (5 [17] сентября 1875, Павловск, Санкт-Петербургская губерния — 23 октября 1925, Ленинград) — русский музыкальный критик и композитор.

## Биография

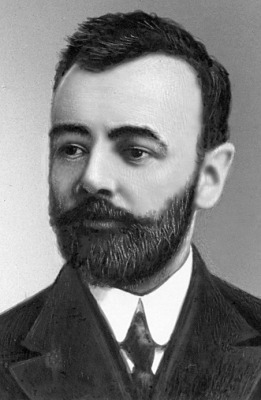
Вячеслав Каратыгин.

Окончил естественное отделение физико-математического факультета Санкт-Петербургского университета (1898), работал химиком и одновременно брал уроки теории музыки и композиции у композитора Николая Соколова. В июне 1900 года женился на начинающей художнице Ольге Верховской (ум. 1942), сестре поэта Юрия Верховского.
С 1906 года публиковался как музыкальный критик в журналах «Золотое руно», «Аполлон», «Театр и искусство», «Северные записки», газетах «Речь», «Наша газета», «Современное слово» и др. С 1915 года преподавал историю и теорию музыки на Музыкальных курсах Рапгофа, с 1916 года — в Петроградской консерватории (с 1919 года — профессор).
Каратыгину принадлежат вышедшие отдельными изданиями очерки творчества Александра Скрябина (1915), Франца Шуберта (1922), Модеста Мусоргского и Фёдора Шаляпина (1922, под одной обложкой), тематический обзор оперы Рихарда Вагнера «Парсифаль» (1914), книга «Рихард Штраус. От романтизма к реализму» (1922). Вместе со Всеволодом Всеволодским-Гернгроссом Каратыгин подготовил издание музыкальных материалов «Обряд русской свадьбы» (1922—1923), им также опубликованы неизданные произведения Мусоргского. Каратыгин написал ряд фортепианных пьес, музыку к спектаклям (в том числе к «Анатэме» Леонида Андреева). Похоронен на Новодевичьем кладбище, в 1936 году перезахоронен в Некрополе мастеров искусств.
Сборник статей Каратыгина под общим названием «Жизнь, деятельность. Статьи и материалы» был издан посмертно в 1927 году, том «Избранные статьи» вышел в 1965 году с предисловием Юлия Кремлёва.

## Адреса в Санкт-Петербурге / Петрограде / Ленинграде
- Проспект Добролюбова, д. 3, кв. 15[3].